# Інгрід Олівер
Інгрід Олівер (англ. Ingrid Oliver; нар. 25 лютого 1977, Німеччина) — британська актриса і гумористка, стендап-комікиня.

## Біографія
Інгрід Олівер народилася в Німеччині в змішаній родині (її мати — англійка, а батько — німець). Навчалася в приватній школі для дівчаток Tiffin Girls' School у Кінгстоні-на-Темзі графства Суррей, де познайомилася з Лорною Вотсон, своєю майбутньою подругою і партнеркою в шоу-бізнесі. Надалі шляхи дівчат розійшлися (Вотсон поступила в Единбурзький університет, Олівер — в Оксфордський), але в 2005 році вони дебютували як комедійний дует в лондонському театрі Canal Cafe Theatre. Вотсон та Олівер продовжили виступати з живими стендап-концертами, в 2006-08 роках вони брали участь в единбурзькому фестивалі «Фріндж», кожен раз збираючи аншлаг на своїх шоу.
З 2008 року Олівер знімається гумористичних телепрограмах, серіалах, тоді ж вона дебютувала в кіно, зігравши у фільмі Гуріндер Чадхі «Ангус, стрінги і поцілунки взасос» (2008). У 2012-13 роках на каналі BBC Two вийшли два сезони скетч-шоу Watson & Oliver, в якому Олівер і Вотсон розігрують комедійні сценки, виконуючи ролі різних персонажів.
У 2013 році Олівер знялася в ювілейному випуску британського фантастичного серіалу «Доктор Хто» — «День Доктора» (прем'єра 23 листопада 2013 на BBC One і в кінотеатрах Великої Британії). Пізніше вона зіграла ще в трьох епізодах: «Смерть на небесах», «Вторгнення зайгонів» і «Преображення зайгонів», виконавши роль Петронель Осгуд. У 2019 Олівер зіграла в комедіях «Шахрайки» і «Щасливого Різдва».

## Фільмографія

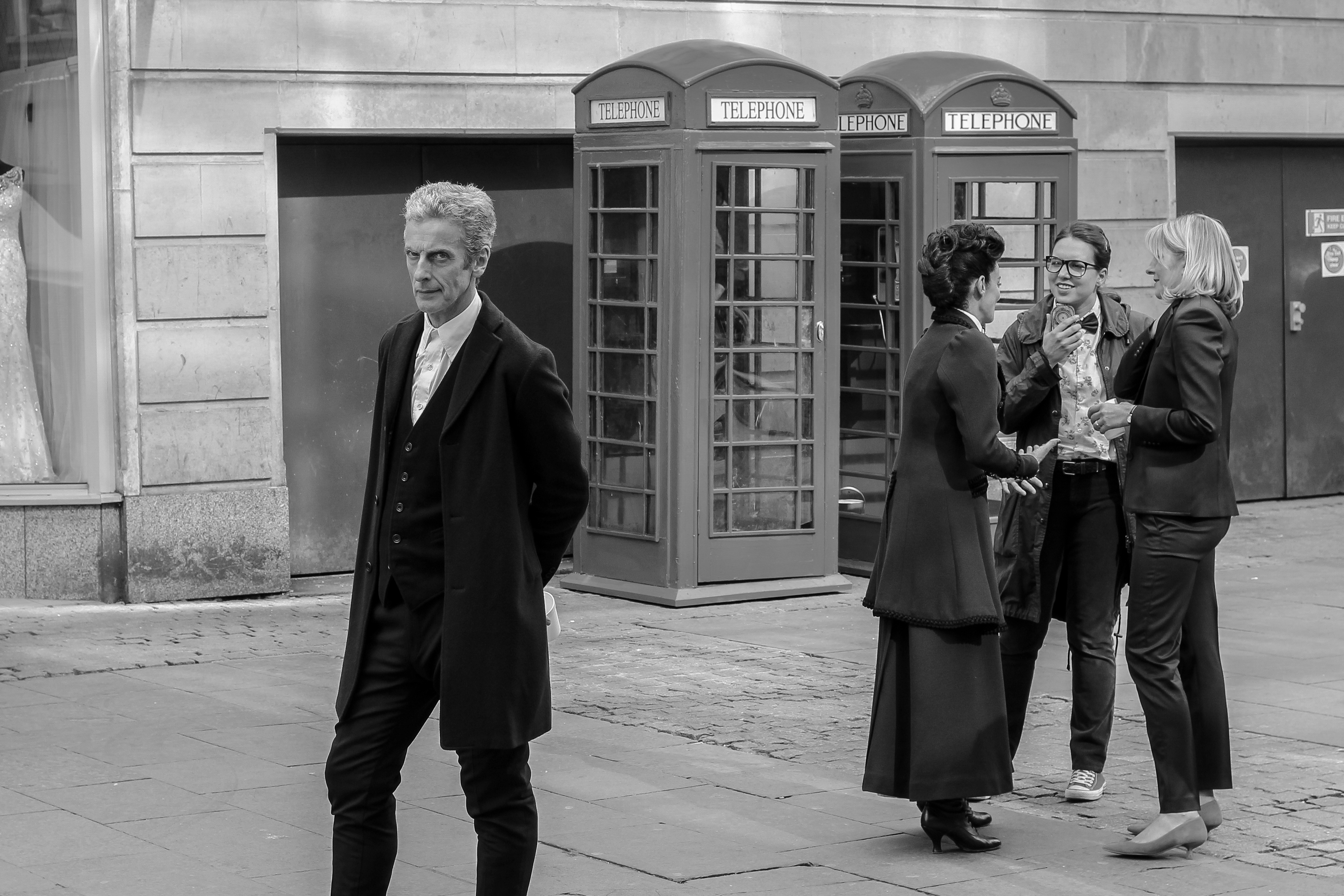
Інгрід Олівер (друга праворуч) на зйомках серіалу «Доктор Хто» (Кардіфф 30 червня 2014 року)

| Кіно      | Кіно                              | Кіно             | Кіно                                 |
| Рік       | Фільм                             | Персонаж         | Примітки                             |
| --------- | --------------------------------- | ---------------- | ------------------------------------ |
| 2008      | Піп-шоу                           | Наталі           | ТВ-серіал                            |
| 2008      | Ангус, стрінги і поцілунки взасос | міс Стамп        |                                      |
| 2010      | Меркантильна дівчина              | Мімі Трокмортон  | ТВ-серіал                            |
| 2013 — 15 | Доктор Хто                        | Петронелла Осгуд | ТВ-серіал                            |
| 2017      | Ти, я і він                       | Лілі             |                                      |
| 2019      | Мовчазний свідок                  | Бріггс           | ТВ-серіал (у 2 серіях)               |
| 2019      | Шахрайки                          | Бріжіт Дежарден  |                                      |
| 2019      | Щасливого Різдва                  | офіцер поліції   |                                      |
| 2021      | Варта                             | Доктор Крусес    | ТВ-серіал (з'явилась у 4 серіях)     |
| 2023      | За межами раю                     | Кессі Паркер     | ТВ-серіал (епізод №1.4)              |
| 2024      | Отець Браун                       | Гейнор Гарфілд   | ТВ-серіал (Епізод: "Судова черниця") |
| 2024      | Солоденька                        | Діана Сент-Джон  | ТВ-серіал (з'явилась у 4 серіях)     |